# سرو هیمالیا
سرو هیمالیا (نام علمی: Cupressus torulosa) نام یک گونه از سرده سرو است.